# Gonzalo Mall
Gonzalo Santiago Mall Nuñez (Arica, 25 de julio de 1991) es un futbolista chileno que desempeña sus funciones en la posición de Portero. 

## Trayectoria
Realizó sus inferiores en la Asociación de Fútbol de Arica (AFA), en 2006, formando parte de la Sub-15 de dicho club. Siendo el arquero titular, ese año sobresalió en lo deportivo al marcar un gol de tiro libre en el minuto 44 del segundo tiempo, logrando el empate 1-1 ante el Seleccionado de Cañete, logrando la clasificación de su equipo a la segunda fase del Campeonato Nacional.
En 2007, con 16 años, se sumó al plantel de San Marcos de Arica, que en ese entonces jugaba por la Tercera División. Ocupó el puesto de 3º arquero suplente y a final de temporada se coronó campeón junto al equipo ariqueño, consiguiendo así el ascenso a la Primera B.
Luego se integró a las inferiores de Universidad Católica en el año 2008, siendo el portero titular de la Sub-17 de dicho club, comenzando a mostrar sus capacidades deportivas y siendo considerado una "promesa" dentro del equipo cruzado. En marzo de aquel año, terminó como campeón del cuadrangular "Copa Nippon UC".
Jugando aún por las inferiores de Universidad Católica en el año 2009 y teniendo una brillante actuación a lo largo de la temporada, logró coronarse campeón del Torneo Sub-18 del Fútbol Joven, campeonato nacional organizado por la ANFP.
En el año 2010 fue citado para integrar la Selección de fútbol playa de Chile, como el arquero titular de ésta. A fines de enero se tituló campeón con dicha selección en la Copa Latina de Fútbol Playa disputada en Brasil, logrando con ello quitarle el título a los locales, que llevaban 7 campeonatos ganados de manera consecutiva. Además, tras tener un positivo cumplimiento en sus labores en el pórtico, fue distinguido como "Mejor Arquero" y "Jugador Revelación" del campeonato.
En abril del mismo año, debutó de manera oficial en el fútbol chileno, al incorporarse al plantel de Trasandino de los Andes, jugando por el campeonato de Tercera A. Fue titular a lo largo del torneo, teniendo un positivo desempeño bajo los tres palos y siendo una pieza fundamental para el buen rendimiento del equipo en aquel año, que terminó siendo el subcampeón del torneo.
Posteriormente defendió las camisetas de San Antonio Unido y Deportes Temuco, tanto en las campañas en Segunda División Profesional y Primera B del elenco albiverde.
En Deportes Valdivia tuvo por lejos su mejor temporada como jugador, ya que fue el arquero titular y capitán del equipo, jugando 33 partidos y gritando campeón del torneo de Segunda División Profesional 2015-16.
Luego de un breve paso por Coquimbo Unido, Mall fue portero y referente de Magallanes, en donde permaneció durante tres temporadas.
En 2020 firmó en Curicó Unido de la Primera División.

## Clubes
| Club                                | País  | Año             |
| ----------------------------------- | ----- | --------------- |
| San Marcos de Arica                 | Chile | 2007            |
| Universidad Católica U-18           | Chile | 2008-2009       |
| Trasandino                          | Chile | 2010-2011       |
| San Antonio Unido                   | Chile | 2012            |
| Deportes Temuco                     | Chile | 2013-2014       |
| Deportes Copiapó                    | Chile | 2014-2015       |
| Deportes Valdivia                   | Chile | 2015-2016       |
| Coquimbo Unido                      | Chile | 2016-2017       |
| Magallanes                          | Chile | 2017-2019       |
| Curicó Unido                        | Chile | 2020-2021       |
| Universidad de Concepción           | Chile | 2021-2022       |
| Club Deportivo Gol y Gol de Vivanco | Chile | 2023-Actualidad |

## Palmarés

### Campeonatos nacionales
| Título           | Club                | País  | Año     |
| ---------------- | ------------------- | ----- | ------- |
| Tercera División | San Marcos de Arica | Chile | 2007    |
| Segunda División | Deportes Valdivia   | Chile | 2015-16 |

### Campeonatos internacionales
| Título                      | Club              | País  | Año  |
| --------------------------- | ----------------- | ----- | ---- |
| Copa Latina de Fútbol Playa | Selección Chilena | Chile | 2010 |

### Distinciones individuales
| Distinción                                     | Año  |
| ---------------------------------------------- | ---- |
| Mejor Arquero Copa Latina de Fútbol Playa      | 2010 |
| Jugador Revelación Copa Latina de Fútbol Playa | 2010 |